# Chansons des mers froides
Chansons des mers froides (nebo také v angličtině Songs from the Cold Seas) je studiové album francouzského hudebního skladatele a hudebníka Hectora Zazou, vydané v roce 1994 u vydavatelství Taktic Music. Stejně jako u předchozího alba Sahara Blue z roku 1992, i zde si Zazou pozval několik zpěváků. Jsou to například Björk, Siouxsie Sioux, Värttinä, Suzanne Vega nebo John Cale, který se podílel i na předchozím albu.

## Seznam skladeb
| Pořadí | Název                                     | Délka |
| ------ | ----------------------------------------- | ----- |
| 1.     | Annuka Suaren Neito                       | 4:52  |
| 2.     | Visur Vatnsenda-Rosu                      | 4:21  |
| 3.     | The Long Voyage                           | 5:52  |
| 4.     | Havet Stomar                              | 5:55  |
| 5.     | Adventures in the Scandinavian Skin Trade | 3:48  |
| 6.     | She's Like a Swallow                      | 5:19  |
| 7.     | The Lighthouse                            | 3:41  |
| 8.     | Oran Na Maighdean Mhara                   | 4:14  |
| 9.     | Yaisa Maneena                             | 6:14  |
| 10.    | Yakut Song                                | 3:33  |
| 11.    | Song of the Water                         | 2:44  |

## Obsazení
- Hector Zazou – klávesy, efekty
- Marc Ribot – kytara
- Barbara Gogan – kytara
- Lone Kent – kytara
- Guy de Lacroix Herpin – baskytara
- Sara Lee – baskytara
- Budgie – bicí, perkuse
- Jerry Marrotta – bicí
- Angelin Tytot – perkuse
- Brendan Perry – perkuse
- Sargo Malanagacheva – tamburína
- Ivan Sopotchine – tamburína
- Mark Isham – trubka
- Renault Pion – klarinet, barytonsaxofon, basklarinet, flétna, klávesy, syntezátory
- Guy Sigsworth – klavír
- Patrick Morgenthaler – klavír
- Harold Budd – klavír
- Ale Möller – mandolína
- B. J. Cole – pedálová steel kytara
- Orlan Mongouch – basová balalajka
- Mark Isham – trubka
- Elisabeth Valletti – harfa
- Noriko Sanagi – koto

Hostující zpěváci
- Kirsi Kähkönen – zpěv (1)
- Mari Kaasinen – zpěv (1)
- Sirpa Reiman – zpěv (1)
- Värttinä – zpěv (1)
- Björk – zpěv (2)
- Suzanne Vega – zpěv (3)
- John Cale – zpěv (3)
- Lena Willemark – zpěv (4)
- Demnine Ngamtovsovo – zpěv (5)
- Vimme Saari – zpěv (5)
- Jane Siberry – zpěv (6)
- Tchotghtguerele Chalchin – zpěv (7)
- Siouxsie – zpěv (7)
- Catherine-Ann Macphee – zpěv (8)
- Tokiko Kato – zpěv (9)
- Lioudmila Khandi – zpěv (10)
- Elisa Kilabuk – zpěv (11)
- Koomoot Nooveya – zpěv (11)